# Scapheremaeus
Scapheremaeus är ett släkte av kvalster. Scapheremaeus ingår i familjen Cymbaeremaeidae.

## Dottertaxa tillScapheremaeus, i alfabetisk ordning[1]
- Scapheremaeus alvarezius
- Scapheremaeus alveolatus
- Scapheremaeus arboreus
- Scapheremaeus arcuatus
- Scapheremaeus argentinensis
- Scapheremaeus balazsi
- Scapheremaeus baloghius
- Scapheremaeus bicornutus
- Scapheremaeus bisculpturatus
- Scapheremaeus bituberculatus
- Scapheremaeus carinatus
- Scapheremaeus cellulatifer
- Scapheremaeus chaac
- Scapheremaeus clavifer
- Scapheremaeus clavisetus
- Scapheremaeus convexus
- Scapheremaeus corniger
- Scapheremaeus cornutus
- Scapheremaeus crassus
- Scapheremaeus cuspidatus
- Scapheremaeus cyclops
- Scapheremaeus demeteri
- Scapheremaeus digitatus
- Scapheremaeus emarginatus
- Scapheremaeus eugenius
- Scapheremaeus fimbriatus
- Scapheremaeus fisheri
- Scapheremaeus flamiferus
- Scapheremaeus foveolatus
- Scapheremaeus fungisetosus
- Scapheremaeus glaber
- Scapheremaeus grahamius
- Scapheremaeus guérini
- Scapheremaeus hectorperezius
- Scapheremaeus hieroglyphicus
- Scapheremaeus humeratus
- Scapheremaeus hungarorum
- Scapheremaeus insularis
- Scapheremaeus johnsi
- Scapheremaeus latirostris
- Scapheremaeus latus
- Scapheremaeus longicuspis
- Scapheremaeus longilamellatus
- Scapheremaeus magdalenae
- Scapheremaeus mahunkaius
- Scapheremaeus marginalis
- Scapheremaeus marmoratus
- Scapheremaeus morenoi
- Scapheremaeus morulisensillatus
- Scapheremaeus nashiroi
- Scapheremaeus nogueraius
- Scapheremaeus nuciferosa
- Scapheremaeus obliteratus
- Scapheremaeus ornatus
- Scapheremaeus palaciosi
- Scapheremaeus palustris
- Scapheremaeus parvulus
- Scapheremaeus patella
- Scapheremaeus petrophagus
- Scapheremaeus petrosus
- Scapheremaeus pisacensis
- Scapheremaeus polysetosus
- Scapheremaeus pseudoreticulatus
- Scapheremaeus pulchellus
- Scapheremaeus pundamiliaensis
- Scapheremaeus quadrilineatus
- Scapheremaeus quadrireticulatus
- Scapheremaeus retestriatus
- Scapheremaeus rustenburgensis
- Scapheremaeus schatzi
- Scapheremaeus semiconvexus
- Scapheremaeus semiornatus
- Scapheremaeus simplex
- Scapheremaeus sinuosus
- Scapheremaeus stratus
- Scapheremaeus striatomarginatus
- Scapheremaeus subcorniger
- Scapheremaeus subglaber
- Scapheremaeus taurus
- Scapheremaeus tillandsiae
- Scapheremaeus tillandsiophilus
- Scapheremaeus tonatiuh
- Scapheremaeus tosaensis
- Scapheremaeus tricarinatus
- Scapheremaeus trirugis
- Scapheremaeus uncinatus
- Scapheremaeus volcanicus
- Scapheremaeus yamashitai